# The Coffin of Andy and Leyley
The Coffin of Andy and Leyley (укр. Труна Енді та Лейлі) — відеогра в жанрі психологічного хорору, перші два епізоди якої були зроблені у 2023 році інді-розробницею Nemlei, а двоє інших наразі створюються нею спільно з Kit9 Studio та мають вийти у 2024. Гра стала доступна в ранньому доступі на платформі Steam 13 жовтня 2023 у вигляді двох епізодів, а всього їх має бути чотири. 

## Ігровий процес
В процесі гри, гравець керує одним із двох головних персонажів — Ешлі (Лейлі) Грейвз та Ендрю (Енді) Грейвз і залежно від ходу сюжету, гра періодично змінює керування між ними. Від їх лиця гравець: слідкує за сюжетом, вирішує деякі головоломки та досліджує світ. Причому з багатьма предметами ігрового всесвіту можна взаємодіяти й дізнатися відношення головних персонажів до них. Персонажі в грі (як головні так і другорядні) взаємодіють між собою діалогами, що часто супроводжуються зображеннями його учасників, які зазвичай змінюються залежно від їх емоційного стану чи реакції на щось. Деякі рішення в грі впливають на сюжет і залежно від вибору можна розблокувати котрусь із декількох кінцівок.

## Сюжет

### Перший епізод (Труна,англ.The Coffin)
Сиблінги Ешлі (Лейлі) та Ендрю (Енді) Грейвз уже 3 місяці не покидають своєї квартири через карантин, який оголосили через начебто забруднення води паразитами. До цього часу в них вже не лишається їжі, а спроби її отримати не увінчаються успіхом: наглядачі відмовляються давати харчі, а мати головних персонажів, з якою Ешлі зв'язувалася по телефону, не вірить словам доньки, про те, що їх морять голодом.
Якось сиблінги помічають, що їх сусід через стінку проводить окультні ритуали, під час одного з яких він викликає демона, який забирає його душу. Не довго думаючи, брат і сестра вирішили розчленувати культиста, щоб спожити частину його тіла, що вони й роблять. Після цього Ешлі йде спати й бачить сон, у якому з'являються її дитячі спогади про те як вони з Енді (Ендрю) зачинили дівчинку з невідомим іменем в скрині. Наступного дня, Ешлі йде прибиратися в квартирі сусіда, аби знищити усі докази його смерті та її застає один із наглядачів якого успішно вбиває Ендрю. Ешлі ж проводить такий самий ритуал, як і їх сусід раніше та приносить демону душу іншого наглядача. Натомість, демон дає Ешлі талісман, який має її наділити здатністю ясновидства. Забравши у другого наглядача пістолет, брат і сестра покидають будинок.

### Другий епізод (англ.Graves[a])
Ендрю та Ешлі проживають в номері мотелю. Під час перегляду телевізійних новин, вони дізнаються, що їх будинок згорів внаслідок пожежі й що всі його жителі нібито загинули саме через це. Коли Ешлі лягає спати, вона бачить видіння, в якому її та Ендрю вбиває кілер.
Не бажаючи такої участі, сиблінги виходять на вулицю, де помічають підозрілого чоловіка. Ендрю вирішує прослідкувати за ним і прибувши на місце куди йшов незнайомець, бачить групу культистів, які проводили невдалий ритуал по призову демона. Він повертається до сестри і вони вже стають свідками того як у їх номер входить справжній вбивця. Брат і сестра вирішують заманити його в парк, де Ендрю застрелює найманця. Сівши в його авто, вони надумали поїхати до нового будинку батьків та пограбувати їх через брак коштів. Дорогою Ешлі засинає й уві сні зустрічається з уже відомим демоном, який говорить, що талісман має обмеження і щоб його сили поновилися, треба принести в жертву більше душ.
Приїхавши до пункту призначення, головні герої знаходять документи щодо страхування їх життя, а також свої свідоцтва про смерть трьохмісячної давнини. Раптово, додому повертається мати, яка здивована тим, що її діти живі. По приходу батька, сім'я сідає за вечерю. Після неї місіс Грейвз дозволяє Ешлі та Ендрю переночувати в їх будинку. Ендрю бачить ряд снів, в одному з яких малі Енді та Лейлі повертаються до скрині з дівчинкою, яка вже була на той момент мертвою. Після цієї ситуації сиблінги уклали кровну угоду про те, що нікому ніколи не розкажуть за свою причетність до смерті дівчинки, що потім повпливало на формування у них співзалежних відносин.
Зненацька, Ешлі будить свого брата й говорить про необхідність вбити батьків. При обговоренні, їх застає мати, якій Ешлі пригрожує пістолетом і веде в підвал, де її та містера Грейвза зв'язують. Брат і сестра проводять ритуал і приносять душі своїх батьків у жертву демону. Після цього, Ешлі та Ендрю розчленовують їх тіла, а частину м'яса з'їдають. Далі, залежно від дій гравця, сиблінги мають видіння в одному з яких Ендрю намагається вбити Ешлі, а ще в одному вони мають інцестуальні стосунки. У будь-якому випадку, під кінець епізоду, Ендрю та Ешлі добираються до моста, з якого викидають частину решток батьків і їдуть звідти.

### Третій епізод
В залежності від виборів гравця, гра переходить у третій епізод, який було розділено на два окремих - Decay (після видіння, де Ендрю намагається вбити Ешлі) та Burial (після видіння про інцест). 

#### Decay Part 1/2 (укр.Розпад частина перша)
Ендрю та Ешлі починають жити у автомобілі, який вкрали у кілера, та зупиняються біля заправки. Біля каси камера помічає залишки крові батьків Грейвзів на нігтях Ендрю. Якраз в цей час сюди заходять двоє офіцерів поліції, через що Головний Герой починає панікувати ще більше. З одним із поліцейських Ендрю має діалог, де в одному з виборів він бреше, що має побачення з дівчиною, один з офіцерів оцінив такий підхід, та почав давати йому поради, а Ешлі не зрозуміла цього, та думала, що це все насправді. 
Тим не менш, в обох виборах їм вдається вийти з заправки цілими. Після цього вони прямують до нічного паркінгу. Ендрю хоче спробувати використати амулет на собі, але Ешлі відмовляється, то ж Ендрю краде його у неї, коли вона засинає. У самому видінні він не бачить нічого, на його думку, передбачаючого, але сестра дуже зла на нього через крадіжку. Далі сиблінги мають діалог, де гравцю дають вибір. Ешлі запитує, "як звати людину, що зараз переді мною?". Якщо вибрати варіант "Енді", Ендрю повністю перестане тримати супротив сестрі, та повністю підкориться їй, через що гра закінчиться, коли вони попадуть до виміру демона, якого вони викликали. Повноцінне продовження гри має варіант "Ендрю", де Головний Герой відстоюватиме свої права, через що їхні відносини зіпсуються. 
В обох випадках вони будуть мати діло з трьома особами, які не знають, як заплатити за паркінг. Ендрю та Ешлі вирішують скористатися цим випадком, та зарядити амулет передбачувань. Після того, як демон забирає душі двох дорослих, дитина починає тікати від Ендрю, гравцю дається вибір, або вбити її, або залишити. Демон пропонує головних героям зайти до його виміру, та укласти угоду, тим самим рятуючись від поліції, до якої дитина вспіла подзвонити.
Після цього, у вимірі демона, Ешлі починає допомагати демону шукати душі, що не подобається Ендрю, брат й сестра остаточно сваряться. Після того, як Ешлі йде спати, вигнавши свого брата, демон пропонує Ендрю пошукати душі для нього, але попадає до іншого демона, "Лорда Невідомого", який, з його слів, вже знайомий з Ендрю. Разом вони продивлюються усі епізоди у житті Ендрю, де його булять через те, що він забагато проводить часу з сестрою навіть пустили чутки, що він дійсно займався з нею інцестом. Також показано, як Ендрю познайомився з Джулією, його колишньою вже дівчиною. Далі Ендрю має діалог зі знайомим демоном, Ендрю заходить у портал, та епізод закінчується.

#### Decay Part 2/2 (укр.Розпад частина друга)
Друга частина епізоду "Розпад" на даний момент не готова, відомо лише, що цей епізод перебуває на етапі розробки. Він буде готовий незабаром.

#### Burial (укр.Захоронення)
Розробка цього епізоду навіть не розпочиналася, про нього майже нічого не відомо, лише те, що сценарій повністю готовий.

## Розробка
Гра була сворена робзробницею Nemlei на основі рушію RPG Maker. Її перший епізод вийшов на вебсайті itch.io. 13 жовтня 2023 гра стала доступною у ранньому доступі в Steam і на той час уже складалася з двох епізодів. 27 листопада 2023 стало відомо, що новим видавцем відеогри стає Kit9 Studio, працівники якої зобов'язуються займатися: програмуванням, взаємодією зі спільнотою гравців, бізнес контрактами і т. д., в той час як авторка гри Nemlei повністю припиняє свою присутність в Інтернеті й лишається займатися сюжетом і візуальним оформленням. Точно не відомо чим саме це було викликано, але є припущення, що розробниця стала жертвою доксингу. 1 Квітня 2025 року в грі вийшло оновлення "Cry About It!", в якому вийшов третій епізод, Decay Part 1/2.